# Kochanek idealny
Kochanek idealny (tytuł oryg. Zoe) – amerykański film fabularny z 2018 roku, wyreżyserowany przez Drake’a Doremusa, z udziałem Ewana McGregora, Léi Seydoux, Christiny Aguilery i Theo Jamesa. Producentem wykonawczym był Ridley Scott.
Światowa premiera filmu odbyła się 21 kwietnia 2018 podczas Tribeca Film Festival w Nowym Jorku. Trzy miesiące później, 20 lipca, projekt ukazał się w serwisie streamingowym Amazon Prime. W Polsce wydany został 16 stycznia 2019 na rynku DVD, nakładem Monolith Video.

## Fabuła
Naukowiec Cole pracuje nad stworzeniem syntetycznych replikantów, które z powodzeniem mogłyby przejmować role ludzkie. Dla samotników stwarza to perspektywę odnalezienia partnera idealnego. Zaangażowana w nowy projekt Cole’a jest bohaterka tytułowa, Zoe. Nie wie, że sama także jest androidem.

## Obsada
- Ewan McGregor – Cole
- Léa Seydoux – Zoe
- Christina Aguilera – Jewels
- Theo James – Ash
- Rashida Jones – Emma
- Miranda Otto – projektantka
- Matthew Gray Gubler – Michael (aka chudy mężczyzna)
- Anthony Shim – Hideo
- Donovan Colan – Caleb

## Produkcja
W sierpniu 2016 roku ogłoszono, że Drake Doremus wyreżyseruje niezatytułowany film romantyczny, którego akcja toczy się w futurystycznym świecie. U boku Léi Seydoux miał wystąpić Charlie Hunnam. Pod koniec października podano, że wytwórnia Scotta Forda, Global Road Television Entertainment (IM Global), w całości film sfinansuje, a stanowiska producenckie obejmą Michael A. Pruss (Scott Free Productions), Doremus i Robert George. Ujawniono tytuł projektu; w przedsięwzięcie zaangażowano Ridleya Scotta (jako producenta wykonawczego). Zdjęcia miały ruszyć w kwietniu 2017 na terenie Montrealu, ale przesunięto je na maj. W maju 2017 media donosiły, że w rolach drugoplanowych wystąpią w Zoe Christina Aguilera, Theo James i Rashida Jones. Pierwszoplanową rolę Hunnama przejął ostatecznie Ewan McGregor.
Scenariusz filmu ogniskuje się wokół takich tematów, jak samoświadomość i poczucie ludzkości; próbuje też odpowiedzieć na pytanie, jak rozpoznać prawdziwą miłość we współczesnym, zdigitalizowanym świecie.

## Wydanie filmu
Światowa premiera Zoe odbyła się 21 kwietnia 2018 podczas nowojorskiego festiwalu Tribeca. Także w kwietniu ogłoszono, że film wydany zostanie w serwisie streamingowym Amazon Prime latem tego samego roku. Dystrybucja internetowa miała objąć między innymi Stany Zjednoczone, Kanadę, Wielką Brytanię, Irlandię, Australię, Nową Zelandię i Włochy. Premiera na Prime’ie nastąpiła 20 lipca. Na terenie niektórych państw (jak Japonia czy Norwegia) prawa do produkcji nabył Netflix. W Rosji i Portugalii obraz pokazany został na ekranach kinowych (kolejno: w lipcu i wrześniu 2018), a w Niemczech został wydany na dyskach DVD i Blu-ray (listopad). 5 grudnia 2018 film wyemitowano w trakcie Utopia Film Festival w Izraelu. Polska premiera DVD miała miejsce w styczniu 2019; dystrybutorem był Monolith Video.

## Box office
Film powstawał jako produkcja niezależna i nie trafił do szerokiej dystrybucji. Ukazał się w wyselekcjonowanych kinach i do 21 sierpnia 2018 roku przyniósł łączne zyski w wysokości 311 tys. dolarów. Ostatecznie film zarobił 401 912 USD.

## Opinie
Albert Nowicki (We’ll Always Have the Movies) pisał: „Temat wznieceń technologicznych podjęty został w co najmniej kilku aktualnych filmach: w Her Spike’a Jonze’a, Lobsterze, w pokrewnej pod wieloma względami Ex Machinie. Wszystkie te produkcje powstały w duchu kina art-house’owego i z Zoe nie jest inaczej. To projekt antymultipleksowy, odegrany surowo i intymnie (McGregor chyba nigdy nie grał z tak chłodną, ascetyczną manierą), o szykownej formie. Operator zdjęć, John Guleserian, maluje nam świat stłumionych kolorów, bo emocje postaci też wydają się być przyćmione. Cole dławi w sobie ból i zawód, inni bohaterowie są zmęczeni ciągłymi poszukiwaniami lepszego – barwniejszego – życia. Zoe to nie tylko film o sensie i znaczeniu człowieczeństwa – to również dramat o wewnętrznym pustkowiu oraz desperackiej potrzebie doznań.”